# Chiesa di San Cristoforo (Vicchio)
La chiesa di San Cristoforo di Casole si trova nel comune di Vicchio. Della località Casole si fa menzione nella bolla di papa Pasquale II nel 1103 e in quella di papa Innocenzo II nel 1134.
Questa chiesa dipendeva da quella di Santo Stefano a Botena, della quale resta solo una cappellina. La Chiesa di San Cristoforo possiede un loggiato sulla facciata.

## Storia e descrizione
Vicino ad essa si trova la Villa di Casole, che fu danneggiata dal terremoto del 1919: sulla facciata presenta un visaccio proveniente dal Palazzo Valori-Altoviti di Firenze, inoltre  possiede due  busti di imperatori romani e un paramento di Giorgio Vasari.